# 笹ヶ瀬隕石
笹ヶ瀬隕石（ささがせいんせき）は、1704年（元禄17年）2月16日に現在の静岡県浜松市東区篠ヶ瀬町の増福寺近くに落下した記録のある隕石である。重量は695gのH型の普通コンドライト（石質隕石）である。静岡県の天然記念物で、浜松科学館に保管されている。
長らく、隕石を安置していた増福寺に伝わる「玉薬師如来出生記」の記述に従い、1688年2月13日（旧暦：元禄元年1月12日）に落下したと考えられてきたが、2013年、地元天文学愛好家の四十年以上に及ぶ調査が実り、国立科学博物館はサイトの「日本の隕石リスト」を更新した。その後国際隕石学会にも訂正を申請した。
なお、新説の根拠は、同市北区引佐町の一帯を領地としていた旗本に仕える山奉行が記した『宮田日記』や、尾張藩士朝日重章による日記『鸚鵡籠中記』や天野信景の『塩尻』である。